# Портаон
Портао́н, також Порфаон (грец. Πορθάονας) — син Агенора, батько Ойнея і Агрія, дід Деяніри і Мелеагра, калідонський володар.